# Okhotsk
Okhotsk (tiếng Nga: Охотск, IPA: [ɐˈxotsk]) là một địa phương đô thị (một nơi định cư công việc) và trung tâm hành chính của huyện Okhotsky của vùng Khaborovsk, Nga, nằm ở cửa sông Okhota trên biển Okhotsk. Dân số: 4,215 (Điều tra dân số 2010); 5,738 (Điều tra dân số 2002); 9,298 (Điều tra dân số năm 1989).

## Lịch sử
Okhotsk là thành phố đầu tiên ở Viễn Đông Nga và là một trong những khu định cư lâu đời nhất ở Nga.
Trong thời kỳ Liên bang Xô viết, cảng đã được phát triển hơn nữa với việc xây dựng các nhà máy chế biến cá lớn và nhà máy sửa chữa tàu, hoạt động cho đến cuối những năm 1980. Sau khi Liên Xô tan rã, dân số và địa vị của Okhotsk suy giảm mạnh.

## Khí hậu
Okhotsk có khí hậu cận Bắc Cực (Phân loại khí hậu Köppen Dwc) với mùa đông rất lạnh, khô và mùa hè ẩm ướt.
| Dữ liệu khí hậu của Okhotsk (1991−2020) chuẩn, cực điểm 1891–nay) | Dữ liệu khí hậu của Okhotsk (1991−2020) chuẩn, cực điểm 1891–nay) | Dữ liệu khí hậu của Okhotsk (1991−2020) chuẩn, cực điểm 1891–nay) | Dữ liệu khí hậu của Okhotsk (1991−2020) chuẩn, cực điểm 1891–nay) | Dữ liệu khí hậu của Okhotsk (1991−2020) chuẩn, cực điểm 1891–nay) | Dữ liệu khí hậu của Okhotsk (1991−2020) chuẩn, cực điểm 1891–nay) | Dữ liệu khí hậu của Okhotsk (1991−2020) chuẩn, cực điểm 1891–nay) | Dữ liệu khí hậu của Okhotsk (1991−2020) chuẩn, cực điểm 1891–nay) | Dữ liệu khí hậu của Okhotsk (1991−2020) chuẩn, cực điểm 1891–nay) | Dữ liệu khí hậu của Okhotsk (1991−2020) chuẩn, cực điểm 1891–nay) | Dữ liệu khí hậu của Okhotsk (1991−2020) chuẩn, cực điểm 1891–nay) | Dữ liệu khí hậu của Okhotsk (1991−2020) chuẩn, cực điểm 1891–nay) | Dữ liệu khí hậu của Okhotsk (1991−2020) chuẩn, cực điểm 1891–nay) | Dữ liệu khí hậu của Okhotsk (1991−2020) chuẩn, cực điểm 1891–nay) |
| Tháng                                                             | 1                                                                 | 2                                                                 | 3                                                                 | 4                                                                 | 5                                                                 | 6                                                                 | 7                                                                 | 8                                                                 | 9                                                                 | 10                                                                | 11                                                                | 12                                                                | Năm                                                               |
| ----------------------------------------------------------------- | ----------------------------------------------------------------- | ----------------------------------------------------------------- | ----------------------------------------------------------------- | ----------------------------------------------------------------- | ----------------------------------------------------------------- | ----------------------------------------------------------------- | ----------------------------------------------------------------- | ----------------------------------------------------------------- | ----------------------------------------------------------------- | ----------------------------------------------------------------- | ----------------------------------------------------------------- | ----------------------------------------------------------------- | ----------------------------------------------------------------- |
| Cao kỉ lục °C (°F)                                                | 5.5 (41.9)                                                        | 2.0 (35.6)                                                        | 6.4 (43.5)                                                        | 16.0 (60.8)                                                       | 26.2 (79.2)                                                       | 31.3 (88.3)                                                       | 31.0 (87.8)                                                       | 32.1 (89.8)                                                       | 24.8 (76.6)                                                       | 15.7 (60.3)                                                       | 6.2 (43.2)                                                        | 2.8 (37.0)                                                        | 32.1 (89.8)                                                       |
| Trung bình ngày tối đa °C (°F)                                    | −16.8 (1.8)                                                       | −14.2 (6.4)                                                       | −6.3 (20.7)                                                       | 0.4 (32.7)                                                        | 6.2 (43.2)                                                        | 11.4 (52.5)                                                       | 15.7 (60.3)                                                       | 17.1 (62.8)                                                       | 12.9 (55.2)                                                       | 2.7 (36.9)                                                        | −9.7 (14.5)                                                       | −16.4 (2.5)                                                       | 0.3 (32.5)                                                        |
| Trung bình ngày °C (°F)                                           | −19.9 (−3.8)                                                      | −18.5 (−1.3)                                                      | −12.1 (10.2)                                                      | −3.8 (25.2)                                                       | 2.6 (36.7)                                                        | 8.1 (46.6)                                                        | 12.9 (55.2)                                                       | 13.7 (56.7)                                                       | 8.9 (48.0)                                                        | −1.2 (29.8)                                                       | −12.7 (9.1)                                                       | −19.0 (−2.2)                                                      | −3.4 (25.9)                                                       |
| Tối thiểu trung bình ngày °C (°F)                                 | −22.7 (−8.9)                                                      | −22.2 (−8.0)                                                      | −17.8 (0.0)                                                       | −8.2 (17.2)                                                       | −0.2 (31.6)                                                       | 5.7 (42.3)                                                        | 10.6 (51.1)                                                       | 10.6 (51.1)                                                       | 4.9 (40.8)                                                        | −4.6 (23.7)                                                       | −15.3 (4.5)                                                       | −21.4 (−6.5)                                                      | −6.7 (19.9)                                                       |
| Thấp kỉ lục °C (°F)                                               | −41.3 (−42.3)                                                     | −45.7 (−50.3)                                                     | −36.9 (−34.4)                                                     | −29.2 (−20.6)                                                     | −16.0 (3.2)                                                       | −2.6 (27.3)                                                       | 1.7 (35.1)                                                        | −0.1 (31.8)                                                       | −6.6 (20.1)                                                       | −27.5 (−17.5)                                                     | −37.4 (−35.3)                                                     | −37.7 (−35.9)                                                     | −45.7 (−50.3)                                                     |
| Lượng Giáng thủy trung bình mm (inches)                           | 15 (0.6)                                                          | 7 (0.3)                                                           | 16 (0.6)                                                          | 24 (0.9)                                                          | 40 (1.6)                                                          | 55 (2.2)                                                          | 85 (3.3)                                                          | 94 (3.7)                                                          | 92 (3.6)                                                          | 66 (2.6)                                                          | 32 (1.3)                                                          | 14 (0.6)                                                          | 540 (21.3)                                                        |
| Số ngày mưa trung bình                                            | 0.1                                                               | 0.2                                                               | 0.3                                                               | 2                                                                 | 11                                                                | 16                                                                | 18                                                                | 15                                                                | 16                                                                | 7                                                                 | 1                                                                 | 0.2                                                               | 87                                                                |
| Số ngày tuyết rơi trung bình                                      | 9                                                                 | 9                                                                 | 11                                                                | 13                                                                | 10                                                                | 0.4                                                               | 0                                                                 | 0                                                                 | 0.3                                                               | 9                                                                 | 11                                                                | 8                                                                 | 81                                                                |
| Độ ẩm tương đối trung bình (%)                                    | 63                                                                | 63                                                                | 88                                                                | 77                                                                | 84                                                                | 88                                                                | 89                                                                | 86                                                                | 80                                                                | 70                                                                | 66                                                                | 63                                                                | 75                                                                |
| Số giờ nắng trung bình tháng                                      | 86                                                                | 147                                                               | 241                                                               | 230                                                               | 195                                                               | 200                                                               | 179                                                               | 182                                                               | 172                                                               | 157                                                               | 107                                                               | 54                                                                | 1.950                                                             |
| Nguồn 1: Pogoda.ru.net                                            |                                                                   |                                                                   |                                                                   |                                                                   |                                                                   |                                                                   |                                                                   |                                                                   |                                                                   |                                                                   |                                                                   |                                                                   |                                                                   |
| Nguồn 2: NOAA (sun 1961–1990)                                     |                                                                   |                                                                   |                                                                   |                                                                   |                                                                   |                                                                   |                                                                   |                                                                   |                                                                   |                                                                   |                                                                   |                                                                   |                                                                   |